# (7763) Crabeels
(7763) Crabeels est un astéroïde de la ceinture principale.

## Description
(7763) Crabeels est un astéroïde de la ceinture principale. Il fut découvert le 16 octobre 1990 à La Silla par Eric Walter Elst. Il présente une orbite caractérisée par un demi-grand axe de 2,74 UA, une excentricité de 0,07 et une inclinaison de 4,8° par rapport à l'écliptique.

## Compléments